# Il caso Freddy Heineken
Il caso Freddy Heineken (Kidnapping Mr. Heineken) è un film del 2015 diretto da Daniel Alfredson.
Scritto da William Brookfield, basandosi sul libro di Peter R. de Vries The Kidnapping of Alfred Heineken, il film racconta la storia vera del sequestro del magnate della birra Freddy Heineken, avvenuto ad Amsterdam nel 1983.

## Trama
Nel 1983 cinque amici di infanzia decidono di mettere a segno quello che in seguito sarebbe stato definito il crimine del secolo. Il loro obiettivo è il sequestro di Freddy Heineken, erede dell’impero della birra e uno degli uomini più ricchi al mondo. Cor van Hout, leader del gruppo e grande stratega, elabora un piano audace per sequestrare il miliardario e chiedere il più grande riscatto mai pagato per un ostaggio. Nei titoli di coda, appare l'informazione che Freddy Heineken sarebbe morto nel 2003; in realtà, l'uomo è morto nel 2002.

## Produzione
Gli interpreti principali sono Anthony Hopkins, Jim Sturgess, Sam Worthington e Ryan Kwanten.

## Distribuzione
Il film è stato distribuito nelle sale cinematografiche statunitensi a partire dal 6 marzo 2015, mentre in Italia è stato distribuito direttamente in versione DVD/Blu-Ray a partire dal mese di settembre 2016.